# Ulva (Gattung)

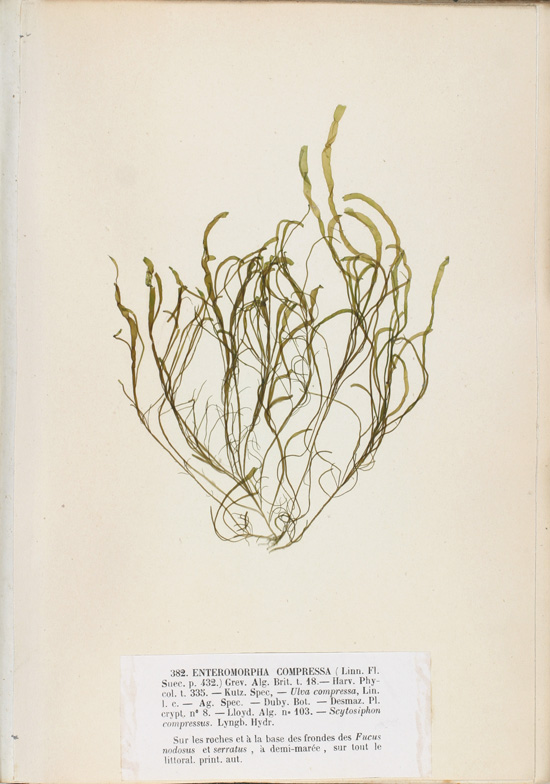
Flacher Darmtang (Ulva compressa)

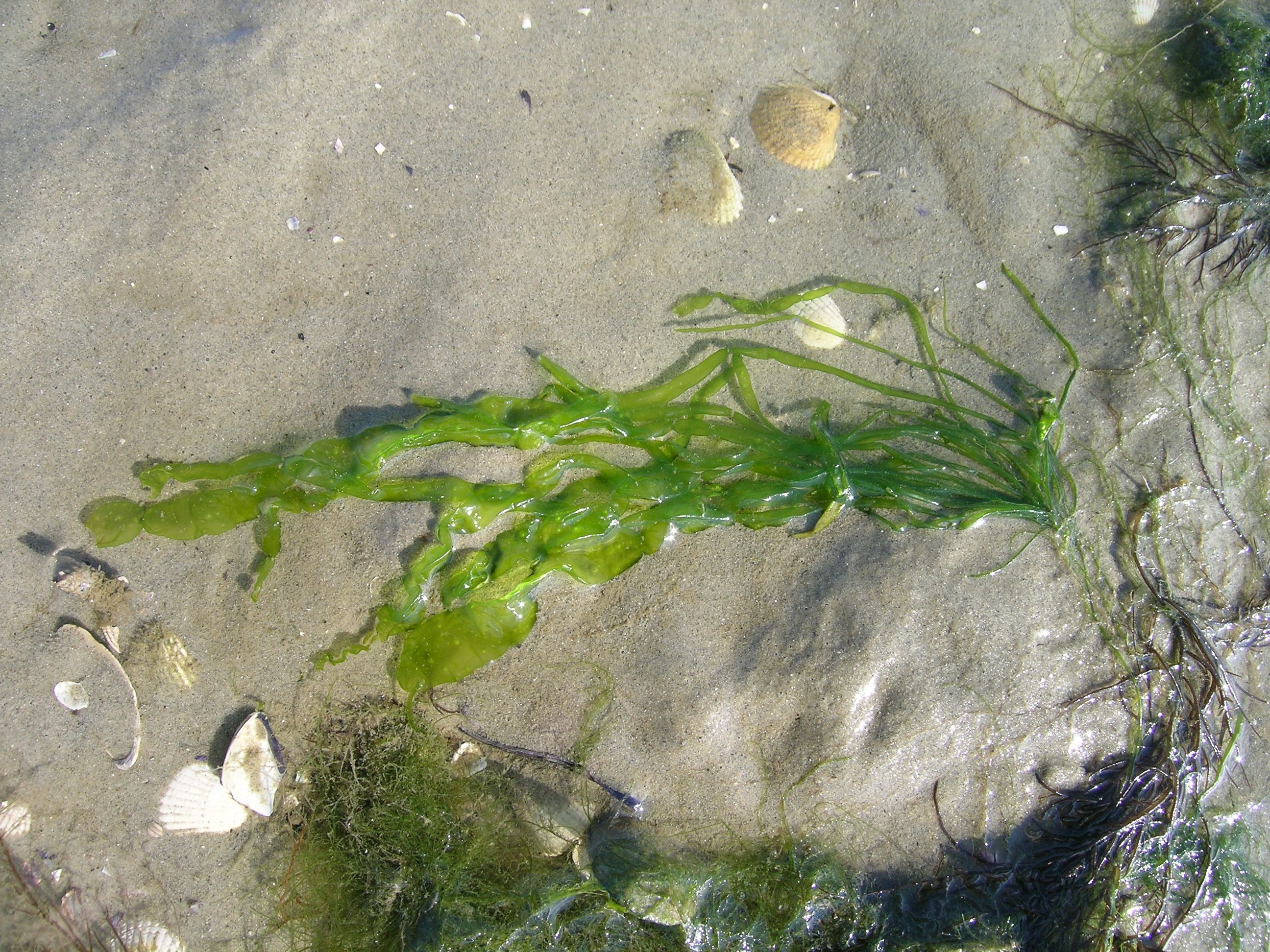
Gemeiner Darmtang (Ulva intestinalis)

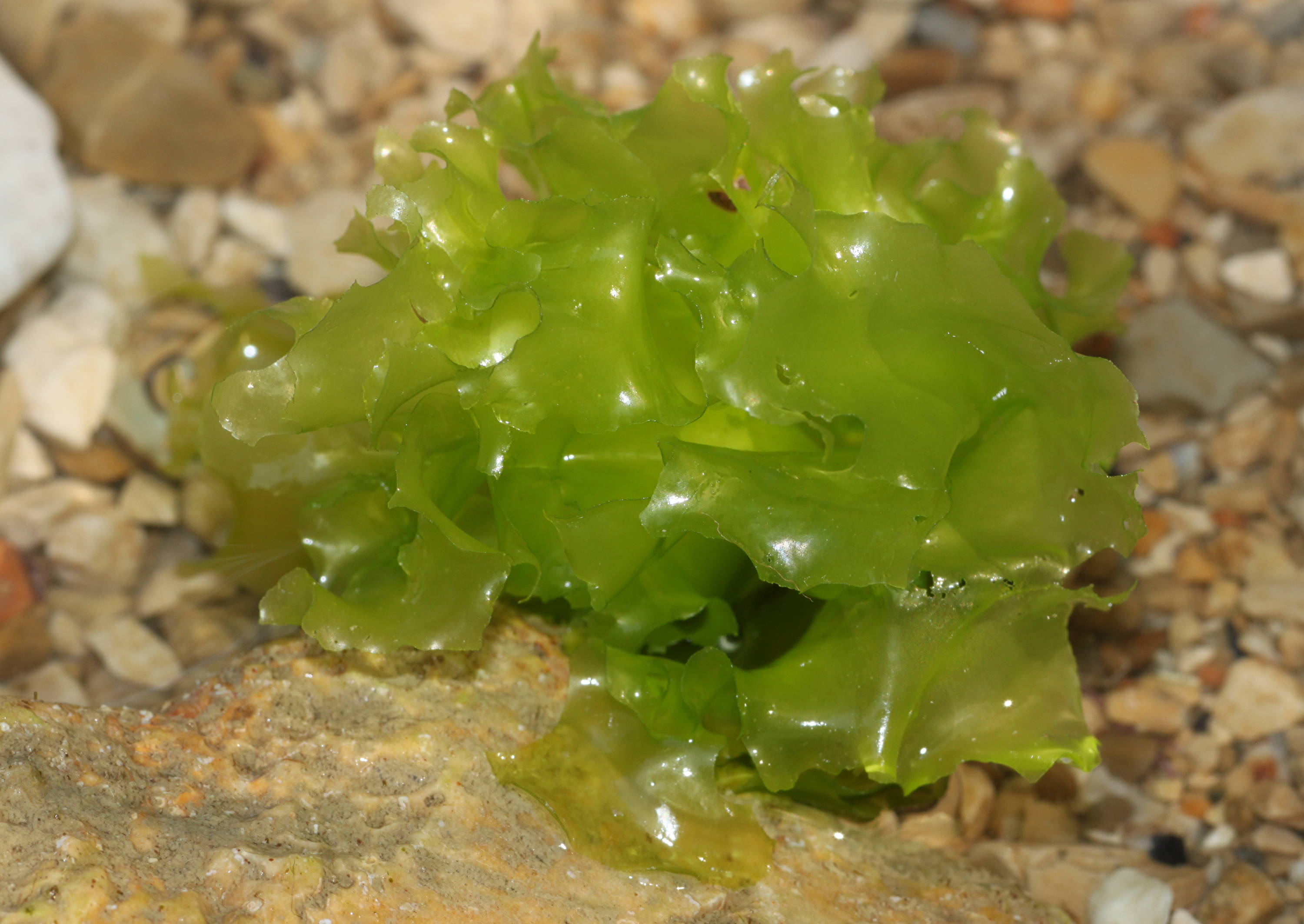
Meersalat (Ulva lactuca)

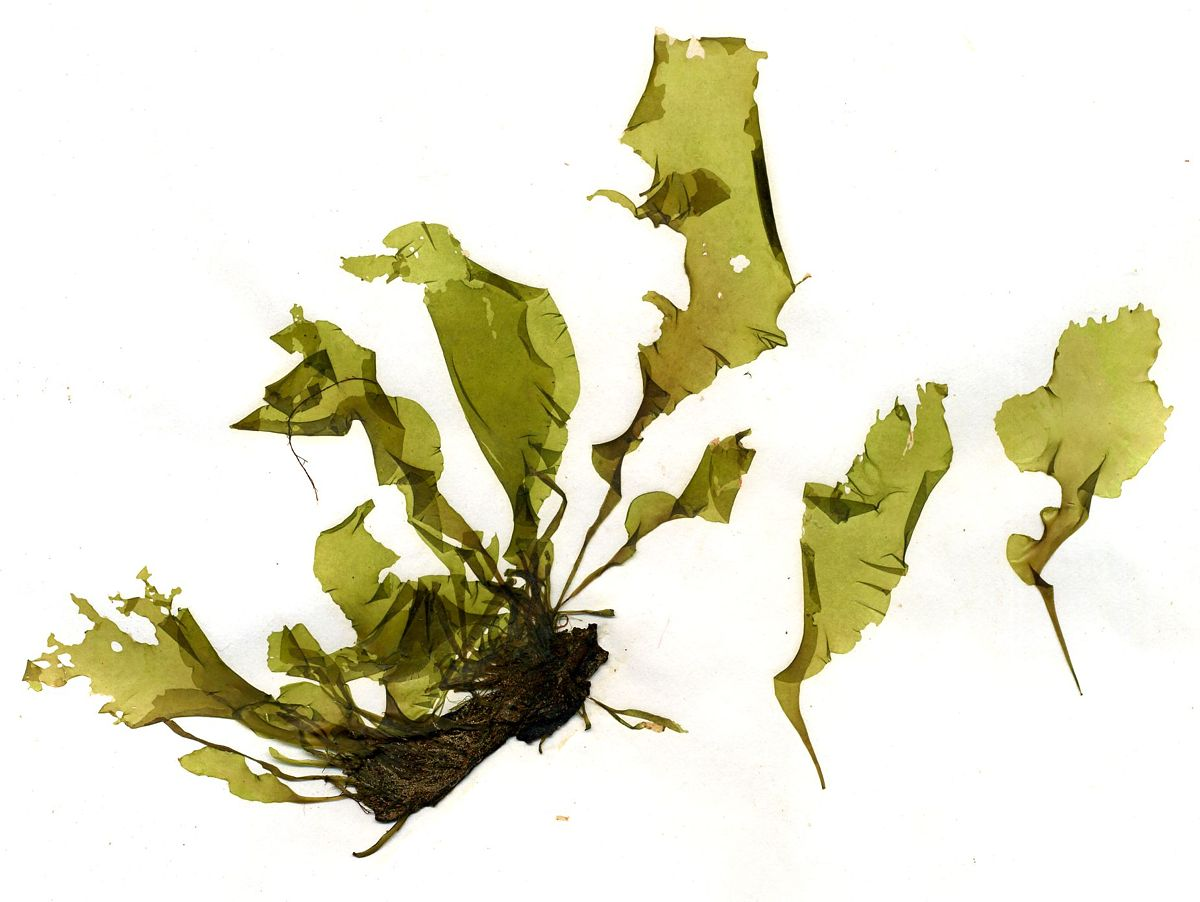
Gewellter Darmtang (Ulva linza)

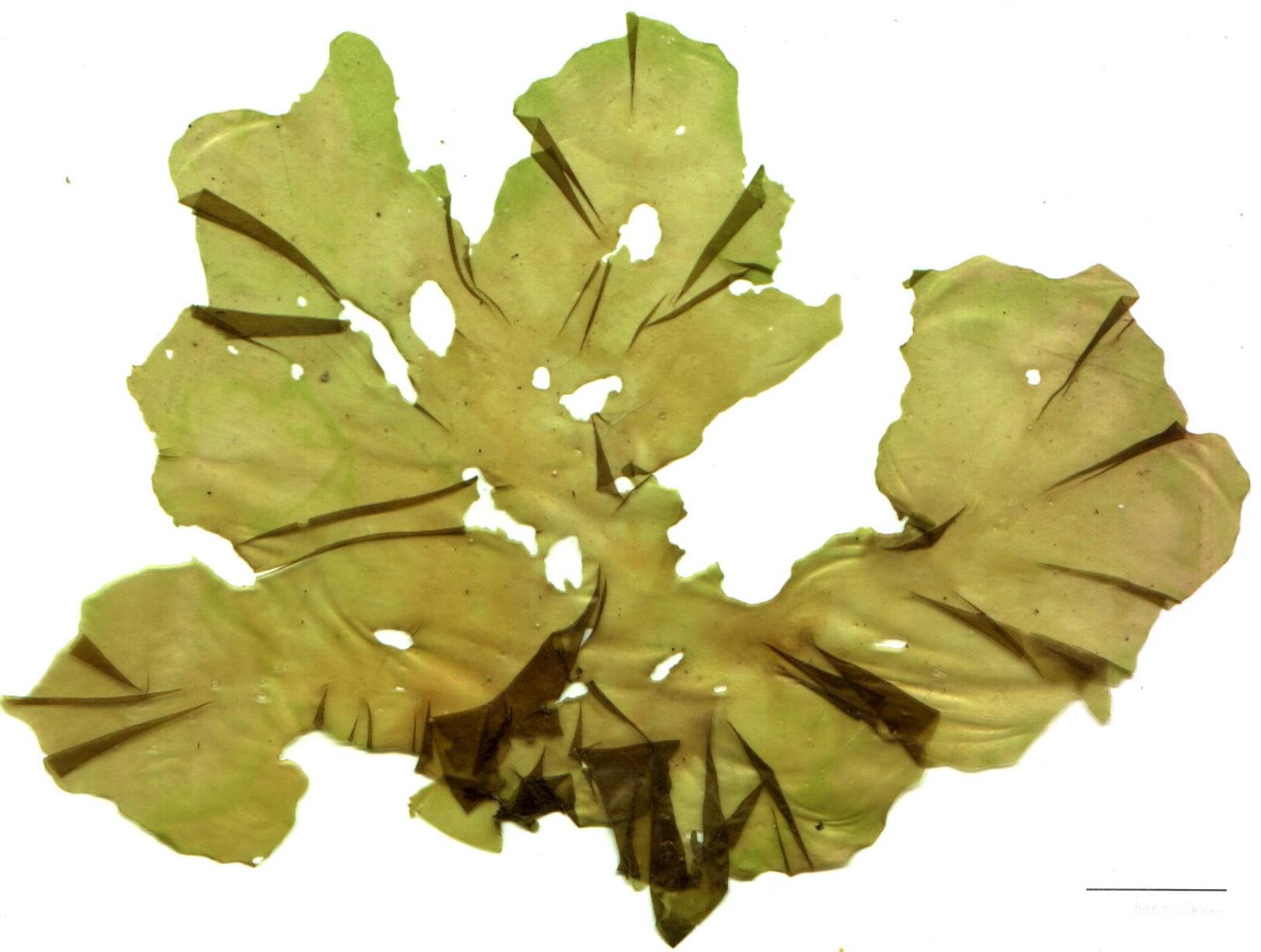
Ulva lobata

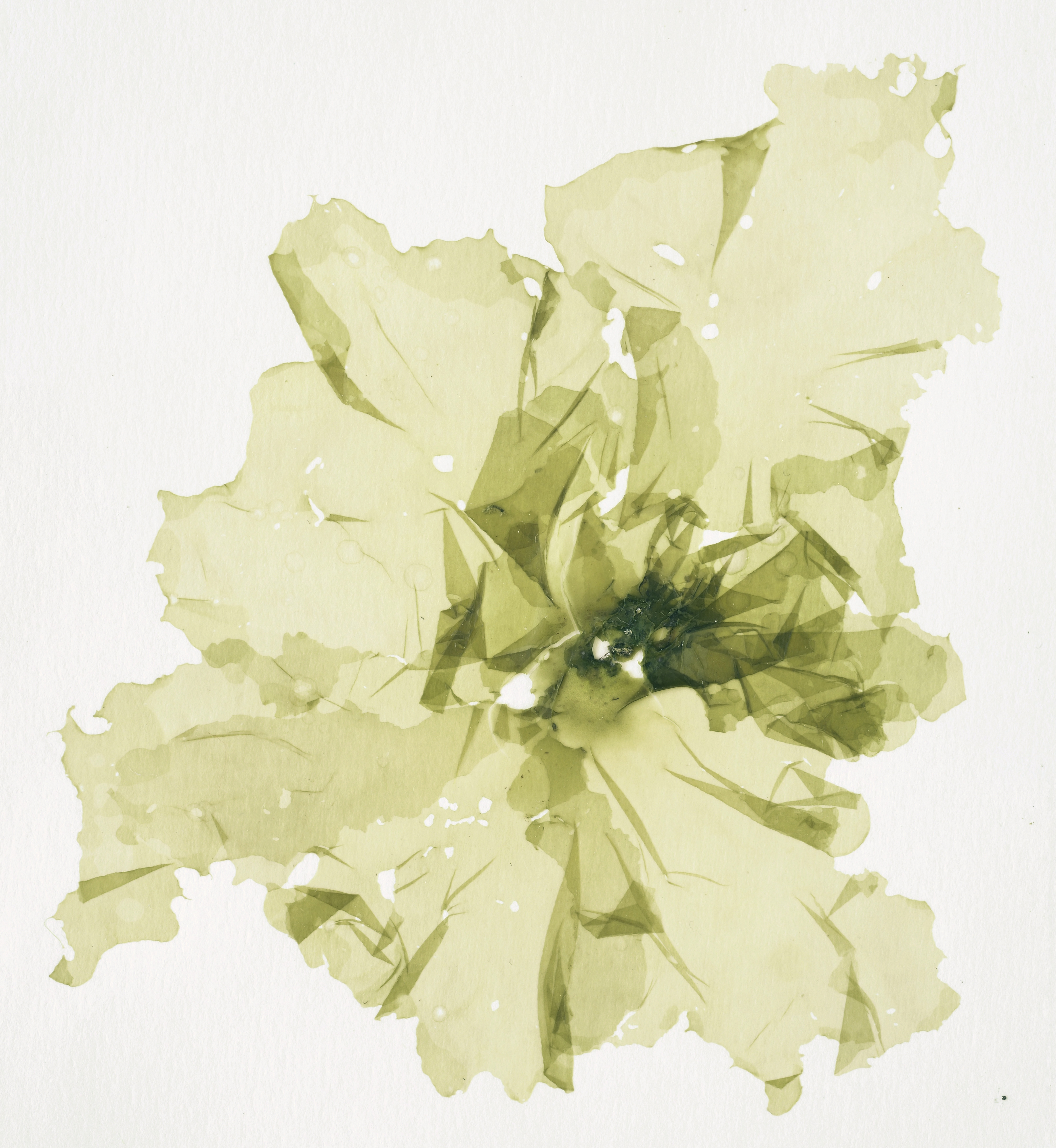
Ulva rigida

Ulva ist eine Gattung vielzelliger Grünalgen, die mit etwa 130 Arten weltweit in den Meeren verbreitet ist. Ihr Thallus besteht aus zwei Zellschichten und ist röhrig bis blattartig gestaltet, wobei die Arten sich morphologisch stark unterscheiden können. Die bekannteste Art ist der Meersalat Ulva lactuca.
Die Gattung Ulva wurde von der Sektion Phykologie in der Deutschen Botanischen Gesellschaft zur Alge des Jahres 2015 gekürt.

## Beschreibung
Die Algen erreichen eine Länge von einigen Zentimetern bis zu über einem Meter, bei Ulva expansa sogar bis zu drei Meter. Sie sind am Untergrund mit einem Haftorgan (Rhizoid) verankert, nach Stürmen können sie gelegentlich auch frei schwimmend angetroffen werden. Der grüne Thallus ist flächig und blattartig-häutig oder sackartig bis schlauchförmig und hohl. Bei einigen Arten weist die Fläche Perforationen auf. Der Rand des Thallus kann glatt, gekräuselt oder gezähnt sein.
Die einzelnen Arten sind äußerst vielgestaltig und können je nach Standort im Aussehen variieren. Daher sind für eine sichere Artbestimmung mikroskopische Untersuchungen erforderlich.
Der Thallus besteht aus zwei dicht aneinander liegenden Zellschichten. Die vegetativen Zellen enthalten je einen Chloroplasten und einen Zellkern, während Rhizoidzellen oft vielkernig sind.

## Fortpflanzung
Typisch ist ein diplohaplontischer Generationswechsel, wobei die haploiden Gametophyten und die diploiden Sporophyten äußerlich nicht zu unterscheiden (also isomorph) sind. Es werden keine speziellen Fortpflanzungsorgane gebildet, sondern jede Zelle mit Ausnahme der Rhizoidzellen und einiger benachbarter basaler Zellen kann Gameten bzw. Zoosporen bilden. Die Gametophyten sind eingeschlechtlich, also entweder weiblich oder männlich. Die Gameten besitzen zwei Geißeln und sind bei den meisten Arten anisogam, d. h. die weiblichen sind größer als die männlichen. Sie werden einzeln durch Poren an der Oberseite des Thallus entlassen und streben zum Licht (positive Phototaxis). Die aus ihrer Vereinigung hervorgehende diploide Zygote geht zur negativen Phototaxis über, heftet sich an ein Substrat und wächst zum Sporophyten, einem Thallus aus diploiden Zellen, aus. Bei der Bildung der Sporen erfolgt die Meiose, wodurch diese wieder haploid sind. Sie besitzen vier Geißeln und zeigen zunächst eine positive und später eine negative Phototaxis. Aus den Sporen entwickeln sich wiederum die Gametophyten.
Nach dem Festsetzen der Zygote oder Spore wächst die Alge zunächst fadenförmig aus. Über ein röhrenförmiges Stadium entsteht schließlich der blattartige Thallus, indem die aus einer Zellschicht bestehende Röhre sich zu einer zweischichtigen Fläche abflacht.

## Symbiose mit Bakterien
Algen der Gattung Ulva leben in Symbiose mit Bakterien, ohne die sie kaum wachsen und nur einen unförmigen Zellhaufen ausbilden können. Bei Ulva mutabilis wurden zwei Gattungen von Bakterien identifiziert, deren Anwesenheit eine  normale Entwicklung der Alge ermöglicht: Bei Anwesenheit von Roseobacter wird der blattartige Thallus ausgebildet, und Cytophaga ermöglicht die Bildung von Rhizoiden. Die Bakterien locken außerdem mit Signalstoffen die begeißelten Zoosporen der Alge zur Ansiedlung an. Sie leben in einem Biofilm an der Oberfläche der Alge.

## Systematik und Verbreitung
Die Gattung Ulva wurde 1753 durch Carl von Linné im zweiten Band von Species Plantarum aufgestellt. Die Typusart ist Ulva lactuca L.  Die röhrigen Vertreter der Gattung wurden 1820 von Heinrich Friedrich Link als eine eigene Gattung „Darmtange“ (Enteromorpha) abgetrennt. Seit 2003 gehören sie wieder zu Ulva. Die Gattung umfasst nach AlgaeBase 131 Arten.
Die Gattung ist an allen Meeresküsten weltweit verbreitet und wächst auf festem Substrat in der Gezeitenzone. Einige Arten kommen als Kosmopoliten von polaren bis in tropische Regionen vor.  Auch Gewässer mit niedrigerem Salzgehalt im Binnenland werden bisweilen besiedelt.
In den deutschen Küstengewässern von Nordsee und Ostsee sind folgende Arten nachgewiesen worden:
- Ulva clathrata
- Ulva compressa – Flacher Darmtang
- Ulva curvata
- Ulva flexuosa
- Ulva intestinalis – Gemeiner Darmtang
- Ulva kylinii
- Ulva lactuca – Meersalat
- Ulva linza – Gewellter Darmtang
- Ulva lobata
- Ulva percursa
- Ulva prolifera
- Ulva pseudocurvata
- Ulva radiata
- Ulva ralfsii
- Ulva rigida
- Ulva scandinavica
- Ulva simplex
- Ulva tenera (endemisch auf Helgoland)
- Ulva torta

## Nutzung
Mehrere Arten werden, vor allem in Ostasien, als traditionelles Lebensmittel verzehrt. In Japan sind Ulva- und Monostroma-Algen in getrockneter Form als Aonori bekannt.